# Astrapotheriidae

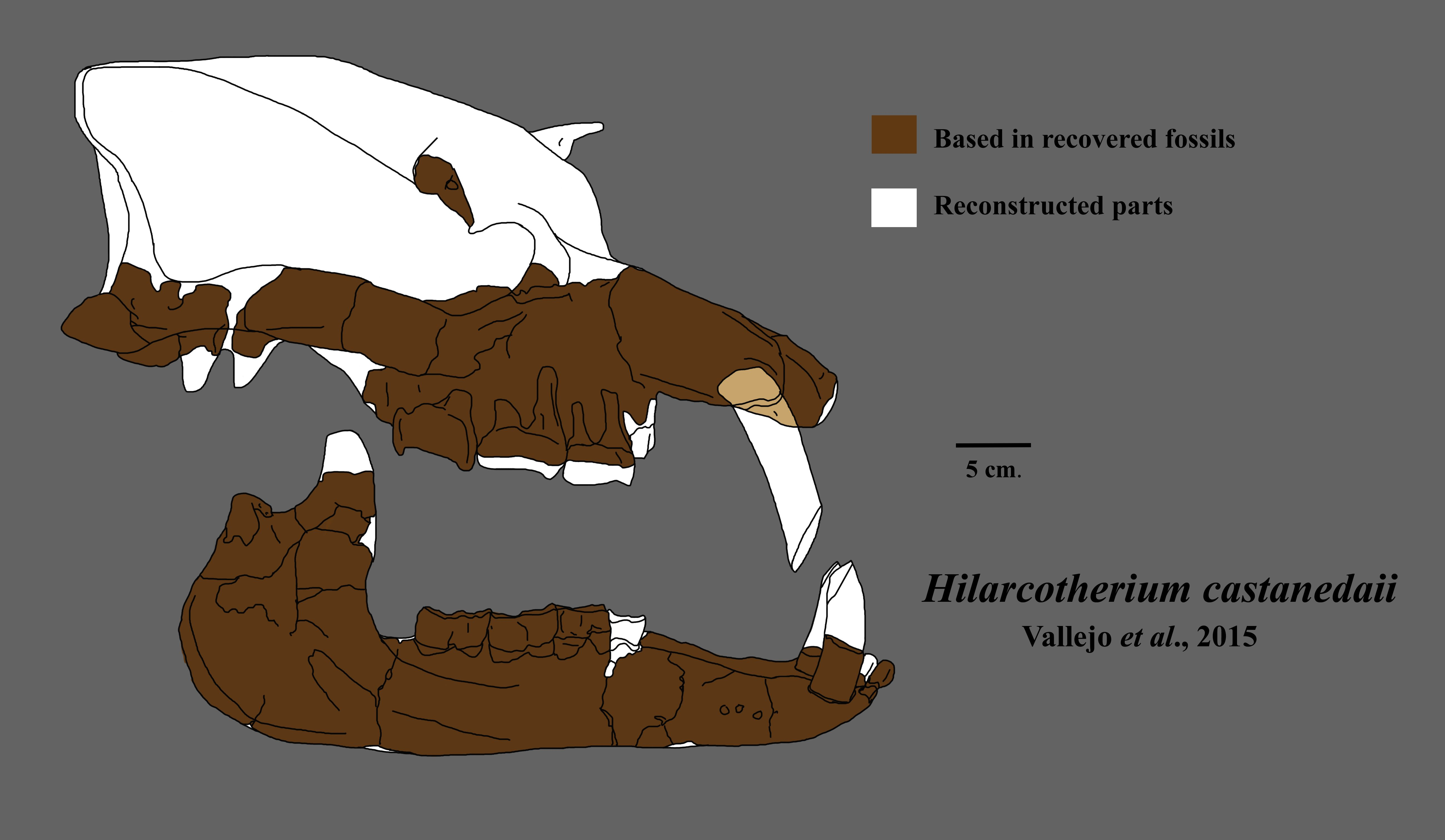
Hilarcotherium castanedaii koponya

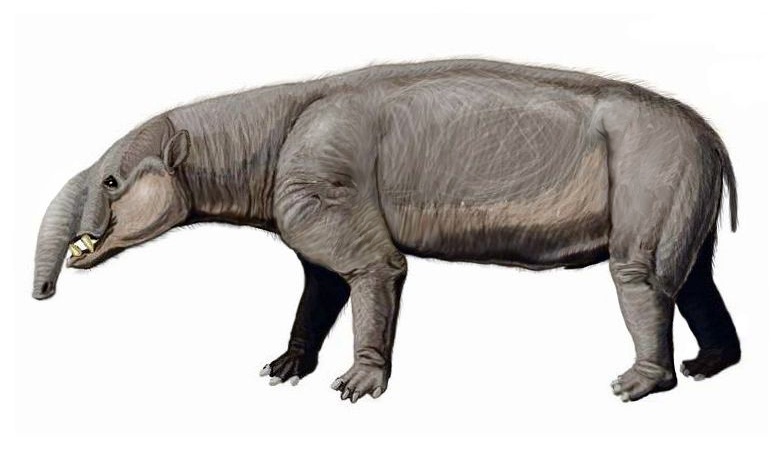
Az Astrapotherium magnum rekonstrukciója

Az Astrapotheriidae az emlősök (Mammalia) osztályába és az Astrapotheria rendjébe tartozó család.

## Tudnivalók
Az Astrapotheriidae emlőscsalád rendjének a legnagyobb és legváltozatosabb csoportja; az állatok mérete a pekarifélékétől az orrszarvúfélékéig terjedett. Ennek a fosszilis emlőscsaládnak az első fajai, körülbelül a késő eocénben, azaz 37,8 millió éve jelentek meg, míg az utolsó képviselőik, körülbelül a középső miocén korszak idején, vagyis 15,97 millió évvel ezelőtt haltak ki.

## Rendszerezés
A családba az alábbi 3 alcsalád és 15 nem tartozik:
- Albertogaudryinae Simpson, 1945.[2][3]
  - Albertogaudrya Ameghino, 1901
  - Astraponotus Ameghino, 1901 - középső eocén
- Astrapotheriinae
  - Astrapothericulus Ameghino, 1901
  - Astrapotherium Burmeister, 1879
  - Scaglia Simpson, 1957
- Uruguaytheriinae
  - Granastrapotherium Johnson & Madden, 1997 - középső miocén
  - Hilarcotherium Vallejo-Pareja et al., 2015[4]
  - Uruguaytherium Kraglievich, 1928[5]
  - Xenastrapotherium Kraglievich, 1928 - késő oligocéntől középső miocénig
- incertae sedis (az alábbi nemek nincsenek alcsaládokba foglalva):
  - Antarctodon Bond et al., 2011
  - Astrapodon Ameghino, 1891
  - Comahuetherium Kramarz & Bond, 2011
  - Liarthrus Ameghino, 1897
  - Maddenia Kramarz & Bond, 2009 - kora oligocén[6]
  - Parastrapotherium Ameghino, 1895 - késő oligocéntől kora miocénig

### Fordítás
- Ez a szócikk részben vagy egészben  az   Astrapotheriidae című angol Wikipédia-szócikk ezen változatának fordításán alapul.  Az eredeti cikk szerkesztőit annak laptörténete sorolja fel. Ez a jelzés csupán a megfogalmazás eredetét és a szerzői jogokat jelzi, nem szolgál a cikkben szereplő információk forrásmegjelöléseként.